# Спасское городское поселение (Кемеровская область)
Спа́сское городско́е поселе́ние — муниципальное образование, находится в Таштагольском районе Кемеровской области. 
Административный центр — посёлок городского типа Спасск.

## География
Территория поселения расположена к юго-западу от Таштагола. Граничит: на западе и севере — с Каларским сельским поселением, на северо-востоке — с Таштагольским городским поселением, на востоке — с Кызыл-Шорским сельским поселением, на юге — с Коуринским сельским поселением.

## История
Спасское городское поселение образовано 17 декабря 2004 года в соответствии с Законом Кемеровской области № 104-ОЗ.

## Население
| 2009  | 2010  | 2011  | 2012  | 2013  | 2014  | 2015  |
| ----- | ----- | ----- | ----- | ----- | ----- | ----- |
| 1613  | ↗1720 | ↘1718 | ↗1757 | ↘1748 | ↘1745 | ↘1723 |
| 2016  | 2017  | 2018  | 2019  | 2020  | 2021  |       |
| ↘1722 | ↘1720 | ↘1709 | ↘1674 | ↗1678 | ↘1585 |       |

## Состав городского поселения
| № | Населённый пункт | Тип населённого пункта      | Население |
| - | ---------------- | --------------------------- | --------- |
| 1 | Спасск           | пгт, административный центр | ↘1569     |
| 2 | Тарлашка         | посёлок                     | 10        |
| 3 | Турла            | посёлок                     | 1         |
| 4 | Усть-Уруш        | посёлок                     | 6         |